# George of the Jungle (film)
George of the Jungle is een Amerikaanse komische film gebaseerd op de gelijknamige animatieserie uit 1967. De film werd geproduceerd door Walt Disney Pictures en uitgebracht in 1997.

## Verhaal
De rijke Ursula Stanhope gaat met haar verloofde, Lyle van de Groot, op expeditie naar Afrika. Ze worden vergezeld door twee mannen genaamd Max en Thor. Al snel wordt duidelijk dat Lyle meer geïnteresseerd is in Ursula’s geld dan in haar.
Wanneer Ursula wordt aangevallen door een leeuw, wordt ze gered door een jongeman genaamd George. George heeft als kind als enige een vliegtuigongeluk overleefd, en is nadien opgevoed door een intelligente pratende gorilla genaamd Ape, bij wie hij nu in een boomhut woont. George is behoorlijk onhandig, en botst geregeld tegen een boom. Desondanks is Ursula erg onder de indruk van George, en de twee worden vrienden. George wordt langzaam verliefd op Ursula.
Ondertussen zijn Lyle, Max en Thor op zoek naar Ursula. Al snel blijken Max en Thor stropers te zijn. Ze vinden Georges boomhut, en Lyle schiet George neer. Lyle wordt voor zijn daad naar de gevangenis gestuurd, terwijl Ursula de gewonde George meeneemt San Francisco voor medische verzorging. Terwijl ze weg zijn, ontdekken Max en Thor dat Ape kan praten, en vangen hem. Ook zij worden gearresteerd, maar al snel weer vrijgelaten.
In San Francisco maakt George voor het eerst kennis met de menselijke gemeenschap. George wordt door Ursula voorgesteld aan haar moeder, Beatrice Stanhope. Deze wil dat Ursula trouwt met Lyle, dus maakt ze George wijs dat zijn relatie met Ursula nooit iets zal worden. Teleurgesteld keert George terug naar Ursula’s flat. Daar wordt hij opgewacht door een Afrikaanse vogel, die hem vertelt dat Ape is gevangen. George haast zich terug naar Afrika, gevolgd door Ursula.
George vindt Ape, en redt hem. Ursula arriveert niet veel later. Dan duikt onverwacht Lyle op, die is ontsnapt uit de gevangenis. Hij heeft een leger huursoldaten meegenomen, en heeft zichzelf tot priester laten benoemen zodat hij zelf zijn huwelijk met Ursula kan inzegenen. Hij ontvoert Ursula om haar te dwingen met hem te trouwen. George verslaat de huursoldaten met behulp van een groep gorilla’s, en gaat vervolgens achter Lyle aan. Deze vaart op dat moment met Ursula een rivier af. George redt Ursula, en haar plaats wordt ingenomen door een vrouwelijke aap. Lyle merkt dit niet op daar het vlot net een donkere grot binnenvaart, en hij trouwt per ongeluk met de aap.
Terug bij Georges boomhut trouwen George en Ursula. Samen krijgen ze een zoon, die ook George heet. Ape gaat naar Las Vegas om een ster te worden.

## Rolverdeling
| Acteur              | Personage                                         | Opmerkingen |
| ------------------- | ------------------------------------------------- | ----------- |
| Brendan Fraser      | George, King of the Jungle                        |             |
| Leslie Mann         | Ursula Stanhope                                   |             |
| Thomas Haden Church | Lyle van de Groot                                 |             |
| John Cleese         | Ape de gorilla                                    | stem        |
| Richard Roundtree   | Kwame                                             |             |
| Greg Cruttwell      | Max                                               |             |
| Abraham Benrubi     | Thor                                              |             |
| Holland Taylor      | Beatrice Stanhope                                 |             |
| John Bennett Perry  | Arthur Stanhope                                   |             |
| Kelly Miller        | Betsy                                             |             |
| Keith Scott         | Narrator                                          |             |
| Frank Welker        | Little Monkey, Shep, Tooki Tooki Bird, en gorilla | stem        |

## Nederlandse Nasynchronisatie
| Acteur            | Personage         |
| ----------------- | ----------------- |
| Frans van Deursen | George            |
| Anne-Mieke Ruyten | Ursula            |
| Sjoerd Pleijsier  | Lyle van de Groot |
| Jerome Reehuis    | Aap               |
| Oscar Harris      | Kwame             |
| Laus Steenbeeke   | Max               |
| Bert van den Dool | Thor              |
| Annemarie Oster   | Beatrice          |
| Lucas Dietens     | Arthur            |
| Doris Baaten      | Betsy             |
| Freddy Gumbs      | N'Dugo            |
| Bram Bart         | Kip               |
| Ben Maasdam       | Verteller         |

## Achtergrond

### Dieren
Voor de dieren in de film werden zowel echte dieren, poppen als computeranimatie gebruikt. Vooral in de gevechtsscène met de leeuw is veel gebruikgemaakt van computeranimatie. De grote apen die bij George wonen zijn allemaal acteurs in kostuums of animatrons.

### Filmmuziek
1. "George of the Jungle" (Sheldon Allman, Stanley Worth) - 2:53 - Presidents of the United States of America
2. "Dela (I Know Why the Dog Howls at the Moon)" (Johnny Clegg) - 4:16 - Johnny Clegg & Savuka
3. "Wipe Out" (Jim Fuller, Berryhill, Patrick Connolly, Ron Wilson) - 2:39 - The Surfaris
4. "The Man on the Flying Trapeze" (Traditional) - 0:57 - Roger Freeland, Jon Joyce, Steve Lively, Gary Stockdale
5. "My Way" (Paul Anka, Jacques Revaux, Claude François, Gilles Thibault) - 1:11 - John Cleese
6. "Aba Daba Honeymoon" (Walter Donovan, Arthur Fields) - 1:55 - Karen Harper
7. "George of the Jungle" (Allman, Worth) - 1:03 - Weird Al Yankovic
8. "Go Ape [The Dance Mix]" (Michael Becker) - 3:25 - Michael Becker
9. "Jungle Band" (Michael Becker) - 3:18 - Carl Graves
10. "George to the Rescue" - 1:11
11. "Rumble in the Jungle" - 3:15
12. "The Little Monkey" - 2:23
13. "George of the Jungle [Main Title Movie Mix]" (Marc Shaiman) - 2:20

## Prijzen en nominaties
In 1998 werd George of the Jungle genomineerd voor drie prijzen, waarvan hij er 1 won.
- De ASCAP Award voor Top Box Office Films – gewonnen
- De Saturn Award voor beste fantasyfilm
- De Blockbuster Entertainment Award voor favoriete acteur in een familiefilm (Brendan Fraser)